# 이칸희
이칸희(1969년 2월 3일 ~ )는 대한민국의 배우이다.
1969년 2월 3일에 경상북도 김천시 신음동출생한 그는 본관은 경주이며 1989년 영화 《신사동 제비》의 단역을 통해서 영화 배우로 데뷔하였고 이후 연극 배우 활동을 하다가 1997년 KBS 3기 슈퍼 탤런트 (공채 19기 탤런트)로 정식 데뷔하였다.

## 학력
- 김천동신초등학교 (졸업)
- 한일여자중학교 (졸업)
- 한일여자고등학교 (졸업)
- 서울예술대학 연극과 전문학사

## 경력
- 1997년 KBS 3기 슈퍼 탤런트 (공채 19기 탤런트)
- 2008년 스토리 맘 대표이사

## 출연 작품

### 드라마
- 1997년 KBS2 《스타트》
- 1997년 KBS2 《신세대 보고 어른들은 몰라요》
- 1997년 KBS1 《마주보며 사랑하며》
- 1997년 KBS2 《스타》
- 1997년 KBS2 《질주》
- 1997년 KBS2 《그대 나를 부를 때》
- 1997년 KBS2 《행복한 아침》
- 1997년 KBS2 《신부의 방》
- 1997년 KBS1 《모정의 강》
- 1997년 KBS2 《웨딩드레스》
- 1998년 KBS2 《맨발의 청춘》
- 1998년 KBS2 《결혼 7년》
- 1998년 KBS1 《너와 나의 노래》
- 1998년 KBS2 《킬리만자로의 표범》 ... 선자 역
- 1998년 KBS2 《바람처럼 파도처럼》
- 1998년 KBS2 《순수》
- 1998년 KBS1 《내사랑 내곁에》
- 1998년 KBS1 《은아의 뜰》
- 1998년 KBS2 《사랑해서 미안해》
- 1998년 KBS2 《종이학》
- 1999년 KBS2 《학교》
- 1999년 KBS1 《당신》
- 1999년 KBS1 《초대》
- 1999년 KBS2 《누나의 거울》
- 2000년 KBS2 《성난 얼굴로 돌아보라》
- 2000년 KBS2 《꼭지》
- 2000년 KBS1 《좋은걸 어떡해》
- 2001년 MBC 《결혼의 법칙》
- 2002년 KBS1 《제국의 아침》 ... 낙랑공주 역
- 2002년 KBS2 《부부클리닉 사랑과 전쟁》
- 2003년 KBS1 《무인시대》 ... 원정 처 역
- 2003년 MBC 《남자의 향기》
- 2004년 KBS1 《불멸의 이순신》 ... 인순왕후 심씨 역
- 2004년 KBS2 《해신》
- 2006년 MBC 《달콤한 스파이》
- 2006년 MBC 《MBC 베스트극장 - 저 별은 나의 별》 ... 최영순 역
- 2009년 KBS1 《청춘예찬》 ... 장지순 역
- 2009년 KBS2 《솔약국집 아들들》 ... 젊은 시절 송시열의 부인 역 (사진출연)
- 2010년 KBS2 《KBS 드라마 스페셜 - 소년, 소녀를 만나다》 ... 숙희 역
- 2012년 MBN 《사랑도 돈이 되나요》
- 2012년 JTBC 《신드롬》 ... 강희연 역
- 2012년 KBS2 《KBS 드라마 스페셜 연작 시리즈 - 강철본색》 ... 안상궁 역
- 2013년 KBS2 《칼과 꽃》 ... 연충의 어머니 역
- 2014년 JTBC 《밀회》 ... 명화 역
- 2014년 SBS 《내겐 너무 사랑스러운 그녀》 ... 시우의 어머니 역
- 2014년 KBS Drama 《S.O.S 나를 구해줘》 ... 이상미 역
- 2015년 KBS2 《눈길》 ... 영애의 어머니 역
- 2015년 KBS2 《KBS 드라마 스페셜 - 머리 심는 날》 ... 유영미 역
- 2015년 KBS2 《너를 기억해》 ... 주영재의 양어머니 역
- 2015년 KBS1 《우리집 꿀단지》 ... 김현숙 역
- 2016년 JTBC 《마담 앙트완》 ... 최수현의 어머니 서연희 역
- 2016년 tvN 《피리부는 사나이》 ... 문지혜 역
- 2016년 MBC 《캐리어를 끄는 여자》
- 2016년 iHQ DRAMA 《1%의 어떤 것》 ... 강세희 역
- 2017년 MBC 《세가지색 판타지 - 우주의 별이》
- 2017년 KBS2 《그 여자의 바다》 ... 홍숙희 역
- 2017년 OCN 《애타는 로맨스》 ... 김애령 역
- 2017년 JTBC 《품위있는 그녀》 ... 곽여사 역
- 2017년 KBS2 《쌈 마이웨이》 ... 예진 모 역
- 2017년 KBS2 《최강 배달꾼》 ... 정숙 역
- 2017년 MBC 《훈장 오순남》 ... 강운길의 가짜 친모 역
- 2017년 JTBC 《청춘시대 2》 ... 예은의 어머니 역
- 2017년 MBC 《밥상 차리는 남자》 ... 사라 강 역
- 2018년 KBS2 《같이 살래요》 ... 강영진 역
- 2018년 tvN 《시를 잊은 그대에게》 ... 신민호 모 역
- 2018년 웹드라마 《차이니즈봉봉》 ... 은영 엄마 역
- 2018년 MBN 《마녀의 사랑》 ... 마성태 엄마 역
- 2018년 KBS2 《당신의 하우스헬퍼》
- 2019년 SBS 《빅이슈》
- 2019년 MBC 《황금정원》 ... 김순화 역 (특별출연)
- 2019년 KBS2 《KBS 드라마 스페셜 - 그렇게 살다》 ... 정태숙 역
- 2019년 tvN 《싸이코패스 다이어리》 ... 이숙연 역
- 2019년 TV조선 《간택 - 여인들의 전쟁》 ... 은기와 은보의 어머니 역
- 2020년 MBC 《더 게임: 0시를 향하여》 ... 박희정 역 (특별출연)
- 2020년 KBS2 《위험한 약속》 ... 연두심 역
- 2020년 KBS2 《본 어게인》 ... 수혁의 어머니 역 (12회, 특별출연)
- 2020년 tvN 《(아는 건 별로 없지만) 가족입니다》
- 2020년 KBS1 《누가 뭐래도》 ... 정난영 역 (특별출연)
- 2020년 tvN 《낮과 밤》 ... 이병선의 아내 역
- 2021년 MBC 《두 번째 남편》 ... 옥경이 역
- 2021년 채널A 《쇼윈도: 여왕의 집》 ... 한정원의 친어머니 역
- 2022년 JTBC 《서른 아홉》 ... 차미조의 어머니 연정화 역
- 2022년 KBS2 《학교 2021》... 기준의 모친 역 (특별출연)
- 2023년 KBS2 《오아시스》 ... 정신 어머니 역
- 2023년 KBS2 《진짜가 나타났다!》 ... 주화자 역
- 2023년 MBC 《세 번째 결혼》 ... 한마리 역
- 2023년 SBS 《7인의 탈출》 ... 심용의 아내 역
- 2024년 KBS2 《결혼하자 맹꽁아!》 ... 한성미 역

### 영화
- 1989년 《신사동 제비》 - 여점원 역
- 1989년 《발바리의 추억》 - 당구장 여자 역
- 2001년 《교도소 월드컵》 - 빵장 아내 역
- 2002년 《공공의 적》 - 규환 처 역
- 2002년 《복수는 나의 것》 - 동진 전처 역
- 2002년 《일단 뛰어》 - 성환 모 역
- 2002년 《하얀 방》 - 병원 원장 역
- 2004년 《여고생 시집가기》 - 평강 모 역
- 2004년 《바람의 전설》 - 경순 역
- 2005년 《사랑해, 말순씨》 - 상수 모 역
- 2005년 《간 큰 가족》 - 명석 처 역
- 2006년 《한반도》 - 영부인 역
- 2006년 《백만장자의 첫사랑》 - 은환 모 역
- 2007년 《두 사람이다》 - 가인 모 역
- 2008년 《모던 보이》 - 문화구락부 마담 역
- 2009년 《비상》 - 수경 모 역 (특별출연)
- 2010년 《식객: 김치전쟁》 - 공 선생 역
- 2011년 《량강도 아이들》 - 종수 모 역
- 2012년 《인류멸망보고서》 - 엄마 역
- 2012년 《네버엔딩 스토리》 - 진주 이모 역
- 2017년 《아티스트: 다시 태어나다》 - 신사 모 역
- 2017년 《반드시 잡는다》 - 정혁 부인 역
- 2020년 《앙상블》 - 주영 엄마 역 (특별출연)

### 광고
- 2002년 소니 플레이스테이션 2 - 아버지와 아들 편